# Shygirl
Shygirl (née Blane Muise le 4 mai 1993 à Londres, en Angleterre) est une musicienne, rappeuse et auteure-compositrice britannique, cofondatrice du label et collectif Nuxxe. Le style musical de Shygirl incorpore des éléments de musique électronique, de hip-hop, de pop expérimentale, de grime et de club déconstruite. Elle est également associée à la scène musicale hyperpop.
Shygirl se fait connaître après avoir travaillé avec son proche collaborateur et ami Sega Bodega, ainsi qu'avec d'autres producteurs expérimentaux bien connus comme Arca et Sophie. Elle attitre également l'attention de personnalités telles que Rihanna, qui a utilisé plusieurs morceaux de Nuxxe pour ses publicités et ses défilés de mode Fenty Beauty, ou Björk. Shygirl compte plusieurs singles sortis depuis 2016, ainsi que trois EP intitulés Cruel Practice, Alias et Club Shy.

## Biographie
Shygirl est née dans le sud de Londres et a grandi dans les environs de Blackheath,. Elle est d'origine grenadienne. Elle se décrit comme une « personne totalement casanière » et comme « se plongeant constamment dans la fantaisie et la lecture ». Elle était « head girl » (représentante) de son école secondaire. Elle étudie ensuite la photographie pratique à l'université de Bristol, retournant à Londres les week-ends pour les fêtes,.
Shygirl sort son premier single Want More, produit par Sega Bodega en 2016, première chanson publiée sur le label Nuxxe, fondé par Shygirl, Sega Bodega et Coucou Chloe. Elle travaille ensuite avec Sega Bodega sur ses singles Msry et Nvr en 2017, après avoir participé à sa chanson CC plus tôt dans l'année. En 2018, Shygirl quitte son emploi de jour dans une agence de mannequins pour poursuivre sa carrière musicale,,.
En mai 2018, Shygirl sort son premier EP, Cruel Practice, sur Nuxxe. L'EP reçoit des critiques positives de la part de Pitchfork, Crack Magazine et Tiny Mix Tapes.
Elle participe à la chanson Watch d'Arca sur son album de 2020, Kick I. Les deux avaient déjà collaboré sur la chanson Unconditional, dont tous les bénéfices sont reversés à Black Lives Matter et Inquest UK. En novembre 2020, elle sort son deuxième EP, Alias, sur le label Because Music. Cet EP reçoit une attention positive de la part de Pitchfork, Vogue et NME, et Alias est classé parmi les meilleurs EP de 2020 par la publication audio et musicale MusicNGear.

## Discographie

### Albums studio
- 2022 : Nymph

### EP
- 2018 : Cruel Practice
- 2020 : ALIAS

### Singles
- 2016 : Want More
- 2017 : MSRY
- 2017 : NVR
- 2018 : O
- 2018 : Gush
- 2018 : Nasty
- 2019 : UCKERS
- 2019 : BB
- 2020 : FREAK
- 2020 : SLIME
- 2023 : Thicc

## Distinctions
| Récompense                   | Année | Nommé(s)                             | Catégorie                                     | Résultat   | Réf.   |
| ---------------------------- | ----- | ------------------------------------ | --------------------------------------------- | ---------- | ------ |
| AIM Independent Music Awards | 2021  | Meilleur morceau indépendant         | Tasty                                         | Nomination | [ 22 ] |
| AIM Independent Music Awards | 2022  | Meilleur morceau indépendant         | BDE (Florentino Remix) (featuring Kaydy Cain) | Nomination | [ 23 ] |
| AIM Independent Music Awards | 2023  | Meilleur morceau indépendant         | Schlut                                        | Nomination | [ 24 ] |
| AIM Independent Music Awards | 2023  | Percée indépendante britannique      | Elle-même                                     | Lauréat    | [ 24 ] |
| AIM Independent Music Awards | 2023  | Meilleur album indépendant           | Nymph                                         | Nomination | [ 24 ] |
| Libera Awards                | 2023  | Meilleur sortie électronique         | Nymph                                         | Nomination | [ 25 ] |
| Mercury Prize                | 2023  | Album de l'année                     | Nymph                                         | Nomination | [ 26 ] |
| Popjustice £20 Music Prize   | 2024  | Meilleur single pop britannique      | Encore (avec Danny L Harle)                   | Nomination | [ 27 ] |
| MOBO Awards                  | 2024  | Meilleur groupe électronique / dance | Elle-même                                     | Lauréat    | [ 28 ] |
| UK Music Video Awards        | 2024  | Look at My Body Pt. II (avec Mabel)  | Meilleur clip RnB / soul - Royaume-Uni        | En attente | [ 29 ] |